# مالیمبه زیردم‌سرخ
مالیمبه زیردم‌سرخ (نام علمی: Malimbus scutatus) نام یک گونه از سرده مالیمبه‌ها است.